# 富兰
富兰（法語：Foulain，法語發音：[fulɛ̃]）是法国上马恩省的一个市镇，位于该省中南部，属于肖蒙区。

## 地理
富兰（48°2'21"N, 5°12'48"E）面积26.28 平方千米，位于法国大東部大區上马恩省，该省份为法国东北部内陆省份，北起马恩省和默兹省，西接奥布省，西南接科多尔省，东南接上索恩省，东临孚日省。
与富兰接壤的市镇（或旧市镇、城区）包括：莱丰、马恩河畔吕济、马恩河畔马尔奈、叙兹河畔讷伊、普朗日、里什堡。

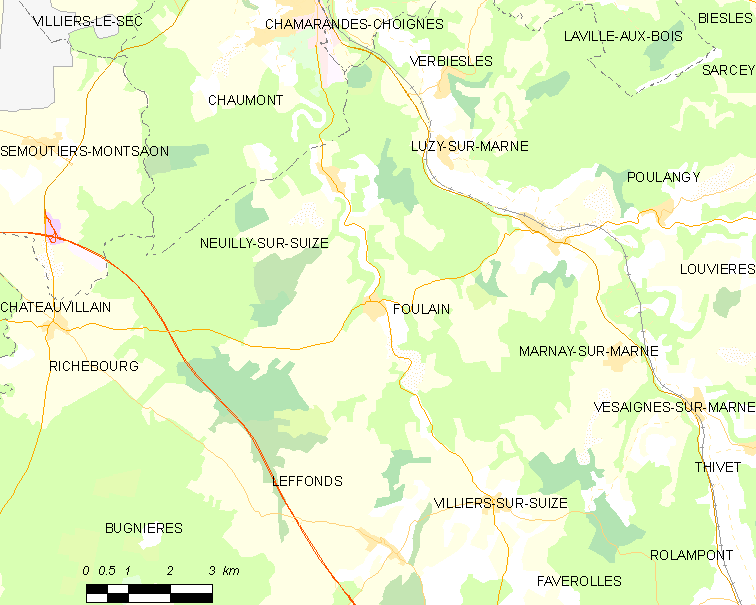
富兰的OSM定位图

富兰的时区为UTC+01:00、UTC+02:00（夏令时）。

## 行政
富兰的邮政编码为52800、52000，INSEE市镇编码为52205。

## 政治
富兰所属的省级选区为肖蒙第三县。

## 人口

1962-2008年间富兰人口变化图示

富兰于2022年1月1日时的人口数量为681人。